# Aygavan
Aygavan (en armenio: Այգավան) es una comunidad rural de Armenia ubicada en la provincia de Ararat.
En 2008 tenía 4422 habitantes. Hasta 1945 la localidad era conocida como "Reghanlu".
La localidad fue fundada en 1828. Se halla en un clima seco, con paisajes naturales semidesérticos, pero en la localidad se ha desarrollado la agricultura mediante regadíos.
Se ubica en la periferia noroccidental de Ararat, en la salida de dicha ciudad por la carretera H8 que lleva a Artashat y Ereván.